# پولشوو
پولشوو (به آلمانی: Pölchow) یک شهر در آلمان است که در Rostock District واقع شده‌است. پولشوو ۹۷۶ نفر جمعیت دارد.